# Porto-salè

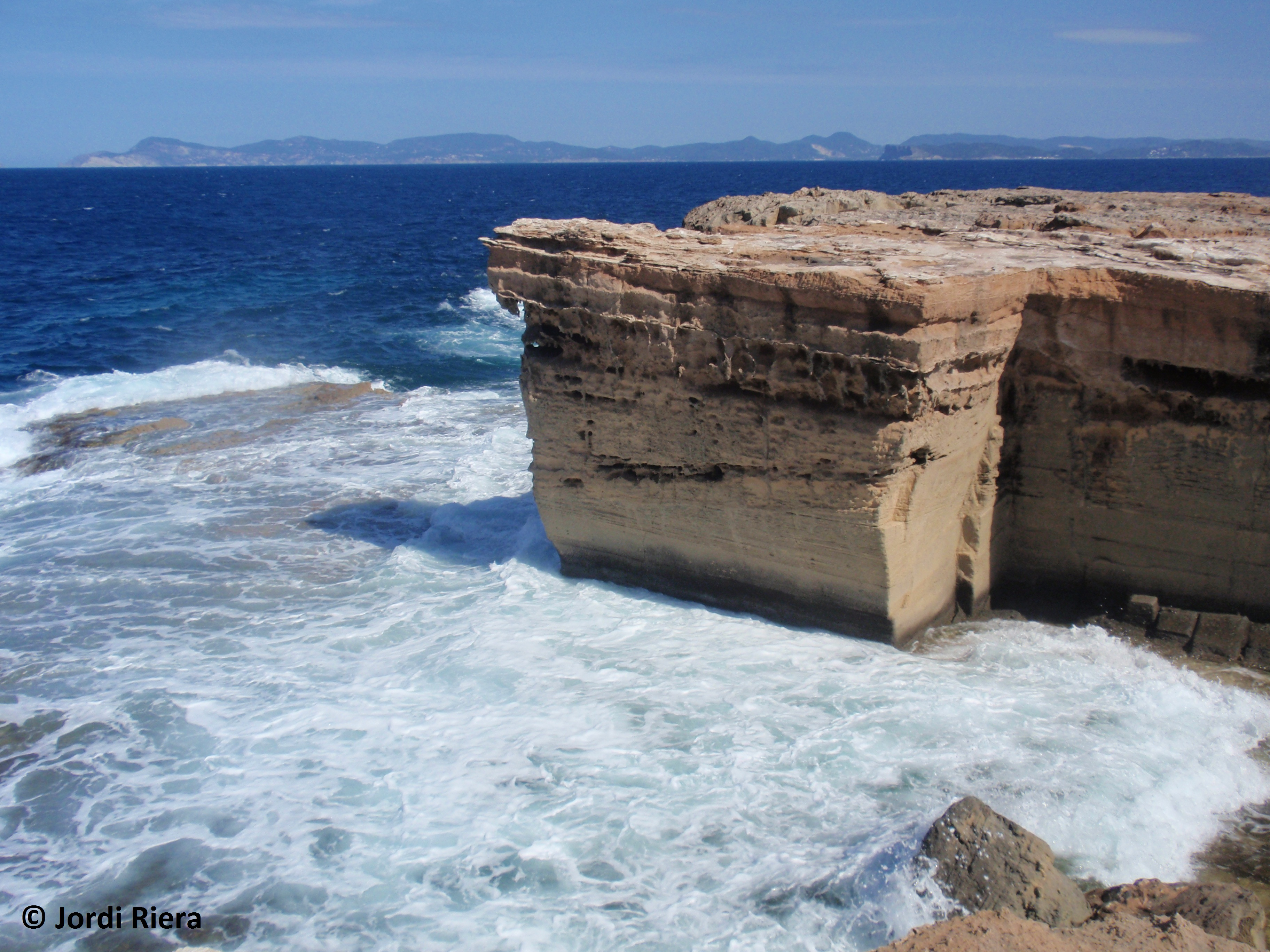
Sa Punta de sa Pedrera

Véndes de Formentera

Porto-salè és una vénda situada a la banda de mestral de Formentera. Comprèn tota la Punta de sa Pedrera, Can Marroig, bona part de l'estany des Peix i també la torre de la Gavina, junt amb cases antigues datades del segle xviii com la des Castell. Els seus límits interiors dins de l'illa, actualment, són el vessant de Xaloc del camí que arriba fins Cala Saona, el vessant de Gregal de la carretera principal i el vessant de Llevant de la carretera de Porto-salè. D'aquesta manera la vénda de Porto-salè és limítrofa amb la vénda des Brolls i la de sa Mirada-Cala Saona. La vénda té una superfície de 648 hectàrees. La toponímia ha reflectit Porto-salè des de l'antigor i dins de la comarca s'hi distingeixen tres zones ben diferenciades: sa Barda, s'Estany i es Racó.

## Història

### Prehistòria i Edat Antiga
S'han trobat restes d'assentaments prehistòrics a les zones interiors de la vénda alhora que diversos utensilis metàl·lics que, vista la manca de metall que té Formentera, donen a entendre que llavors ja existia algun tipus de comerç amb l'exterior. Per aquesta zona també s'hi han trobat restes dels Púnics i de l'Imperi Romà. A la Punta de sa Pedrera s'hi conserven algunes runes del que hauria estat un recinte costaner emmurallat devora del Caló de s'Oli.

### Època musulmana
Són destacables les làpides i monedes d'època musulmana que s'han trobat en finques com la de can Batlet, datades possiblement en el segle xi a la zona interior de Porto-salè. Aquestes troballes demostren la presència d'un cementeri i d'un poblat consolidat musulmà. Així i tot Porto-salè no és una zona on s'hagi pogut constatar una clara afluència musulmana com sí que passa en altres indrets de Formentera, com el Pilar de la Mola.

### Conquesta Catalana
Pel que fa a la conquesta cristiana del segle xiii, l'Estany des Peix sembla que va ser concedit com a espai d'ús privat per a Berenguer Renart, hereu de Guillem de Montgrí. A banda d'això se'n tenen poques dades, ja que al segle xiv Formentera va ser víctima de la Pesta Negra i quedà despoblada.

### Segles de despoblament (s.XIV - 1699)
La zona de Porto-salè apareix en incomptables documents marítims i cartes nàutiques. Especialment s'Estany des Peix, sovent anomenat com es Clot des Magraner i s'afegí a la Gràcia Reial que el rei donà a Antoni Marc. Posteriorment, segons com constata l'historiador Joan Marí Cardona, Porto-salè es va poblar del tot al llarg del segle xviii, tant la part compresa per la Gràcia Reial d'Antoni Marc com la part que en restava fora.

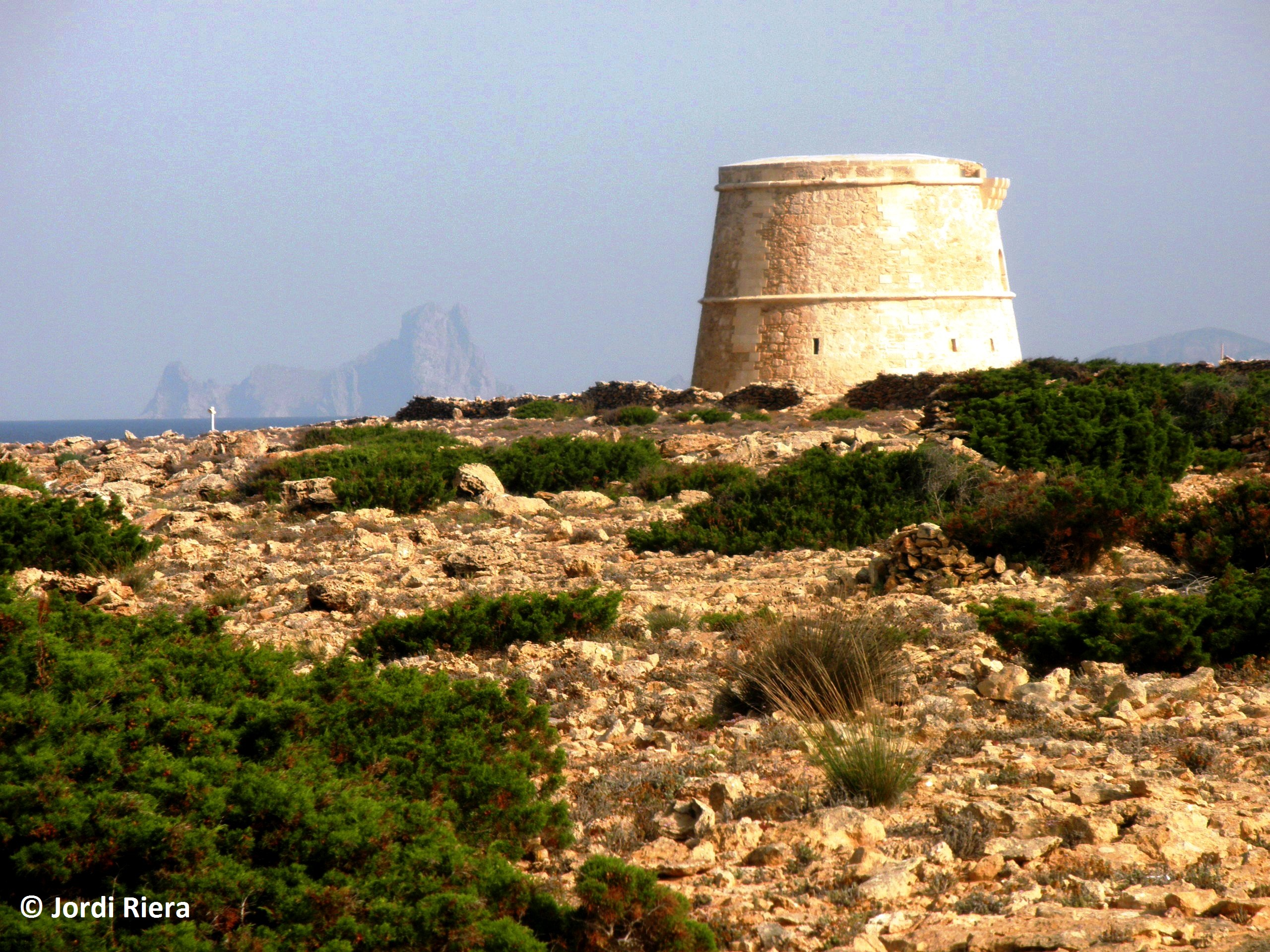
Torre de la Gavina

### Segon Repoblament
Gràcies a la documentació del repoblament es poden saber molts dels llinatges que repoblaren Porto-salè. Entre aquest hi ha els avui desapareguts: Feliu, Navarro, Prats, Ripoll, Riu-sec, Ros, Vallverd i Vendrell. Els altres llinatges, que han perdurat fins a arribar als nostres dies, són Serra Blai i Xesc, Tur Jeroni, Escandell Gall, Castelló Bartomeuet i Ferrer, Joan Batlet, Colomar Gall i Peret, Iern Sala, Mayans Xiquet, etc.
Cal destacar també els habitatges que vindrien a formar el nucli antic de Porto-salè. Les primeres cases documentades són les de can Torres (1705), ca s'Hereu, cas Batlet, can Vicent Blai, can Guillemet, can Castelló o can Pere Martí (1797), casa coneguda també com es Catell.

### Seglexix
Porto-salè s'ha desforestat considerablement, la fusta és un bé que s'utilitza per a tot. Es fan sitges per vendre el carbó a Eivissa i els terços que queden desforestats són hàbils per a l'agricultura. El 1822 s'instaura breument el primer ajuntament de l'illa, reinstaurat el 1837 i novament suprimit entre 1870 i 1888.
Durant el darrer terç del segle xix i el primer terç del segle XX es produeix una gran emigració masculina a cuba, l'Uruguai i l'Argentina, propiciant l'apel·latiu, per part dels eivissencs, de l'"Illa de ses dones". Els ingressos de l'emigració, majoritàriament temporal, suposaren un augment del nivell de vida.
Una dada important és la construcció de can Marroig per obra del mallorquí Antoni Marroig Bonet l'any 1874. En aquella finca hi impulsà noves formes de conreu, especialment de vinya, enfocades al comerç. A raó d'això va fer construir-hi cinc pous amb els seus respectius molins i sínies a l'interior de la finca. També va comprar bona part de les Salines de Formentera. Aquesta revolució agrícola que experimentà aquesta finca impulsà l'economia de Porto-salè on s'impulsà la figura del majoral i molts habitants anaren a treballar-hi com a jornalers.

### Primera meitat del segle XX
Can Marroig seguia essent la finca innovadora de l'illa i s'hi introduí l'activitat ramadera amb la cria de conills d'angora, pollastres, oques i ànecs. L'auge econòmic de la família Marroig era tan gran que construïren la casa senyorial d'estil mallorquí que corona la finca. Aquesta casa senyorial amb celler i casa pel majoral, als anys 30 impulsà un negoci completament nou a l'illa i precursora: l'agroturisme amb l'hotel IFA, que funcionà entre els anys 1933 i 1936, any que esclatà la Guerra Civil Espanyola truncant aquestes innovadores empreses dels Marroig. Al voltant de l'hotel es va forjar una llegenda que va anar circulant per totes les cases de Porto-salè i la resta de l'illa sobre els hàbits judaics dels senyors Marroig, que han quedat més en mite que en realitat. La zona d'es Estanyets, a l'Estany des Peix, va ser un intent d'ampliar les salines de Formentera que portà a terme una empresa mallorquina esperonada per la família Marroig que havia posat els ulls en el potencial econòmic d'aquest estany.
L'anarquisme va esdevenir el referent polític de l'illa, amb una llarga vaga dels treballadors saliners iniciada el 1931 i una important mobilització social en demanda d'un ús comunitari de l'Estany des Peix. A l'inici de la Guerra Civil Espanyola l'illa és ocupada unes setmanes pel capità republicà Alberto Bayo Giroud, però l'ocupació del bàndol nacional s'imposà a Formentera des del començament de la Guerra.
L'any 1940 es va instal·lar la colònia penitenciària que encara mig resta, ruïnosa, a la sortida de la Savina. Per allí hi varen passar més de 1000 presos polítics on en moriren un centenar per inanició. Les cròniques expliquen que va ser un dels campaments més durs i amb unes condicions més precàries de tot l'Estat.

### Segona meitat del segle XX
La vénda administrativa aprovada l'any 1983 no coincideix amb la vénda tradicional que incloïa el quart de Llegua d'Antoni Blanc i els territoris que quedaven a ponent d'aquest quart de llegua (1699) fins a la mar. Ara una part del territori tradicional de Porto-salè està inclòs a la nova vénda de la Miranda, fet molt polèmic entre els vesins porto-salers.
Aquesta variació territorial administrativa-tradicional creà un greu rebuig per part dels vesins de Porto-salè que, d'una forma o altra havien quedat organitzats en altres véndes. Sobretot durant la dècada de 1980 i part de la de 1990 es protagonitzaren nombroses protestes cíviques com la protesta en que el vesinat va acordar d'anar a l'Ajuntament per entregar-hi les plaques identificatives de les cases, desclavades pels propietaris. Avui en dia encara no és un model acceptat per bona part de la societat formenterera.

## Etimologia
Porto-salè és un dels topònims més antics de Formentera. Ja és present en documents del segle xiii i posteriors documents i portolans dels segles XVI, XVII i XVIII. En documents cartogràfics és on pren més rellevància per mor de l'existència de l'Estany des Peix, el Caló de s'Oli i la Savina. Això permet pensar que el topònim, que engloba també una part interior de la banda occidental de Formentera, ve donat per la gran quantitat de costa i els recessos que té per a les embarcacions. La seua etimologia ve donada pel mot d'origen mossaràbic portus que ve de l'arrel llatina PORTUS, port i un determinant poc clar. Una proposta és que el derivat Salè provingui de SALORIUS, que és un mot relacionat amb la indústria de la salaó del peix. Coromines, en canvi, proposa que el determinant puga provenir del mot àrab Salìh, que significaria Bo. En cas de ser, la versió de Coromines, encertada, el topònim vendria a significar "Port Bo", fet que lligaria plenament amb la situació geogràfica d'aquest tram de costa.
Aquest topònim ha donat bastants mals de caps a l'hora d'escriure's a finals del segle xx. Formes com Portussaler o qualsevol altra variant que hom pugui imaginar han estat escrites i plantejades. Seguint la normativa de la llengua catalana la forma aprovada va ser la normalitzada Porto-Salè, però així i tot, la Universitat de les Illes Balears, considerant la partícula Porto una forma pronominalitzada comparable a les múltiples que es troben arreu de l'arxipèlag balear com Portopi o Portocolom, estipulà que la forma Portossalè és vàlida.

## Població
La població d'aquesta vénda s'ha comptat mentre que les circumscripcions eclesiàstiques han estat operatives. Durant aquest període la població s'ha mantingut sense observar-se grans canvis demogràfics. Els majors canvis s'han observat a partir de la dècada de 1970 amb l'arribada del turisme, tot i que segueix sent una vénda que no ha mutat gaire amb el pas del temps.
| 1785        | 1850        | 1950        |
| ----------- | ----------- | ----------- |
| 35 famílies | 40 famílies | 63 famílies |

Pel que fa a véndes defensives, les milícies de Porto-salè formaven part de la vénda de la Torre de la Gavina.

## Terreny
La costa de Porto-salè s'acosta, en bona part, al que se'n diu costa esglaonada entre Cala Saona i la Punta de sa Pedrera. És a dir, està composta per roquissars que no poden arribar a anomenar-se penya-segats. La resta, el que comprèn el Caló de s'Oli, ses Bassetes i sa Boca estan compostos per costa baixa, generalment rocosa tot i tenir trams formats de platja. La vénda no presenta canvis de nivells abruptes. Cap a la zona que pertany administrativament a la vénda de sa Mirada, que és on hi ha el punt de màxima alçada, arriba als 65 metres.

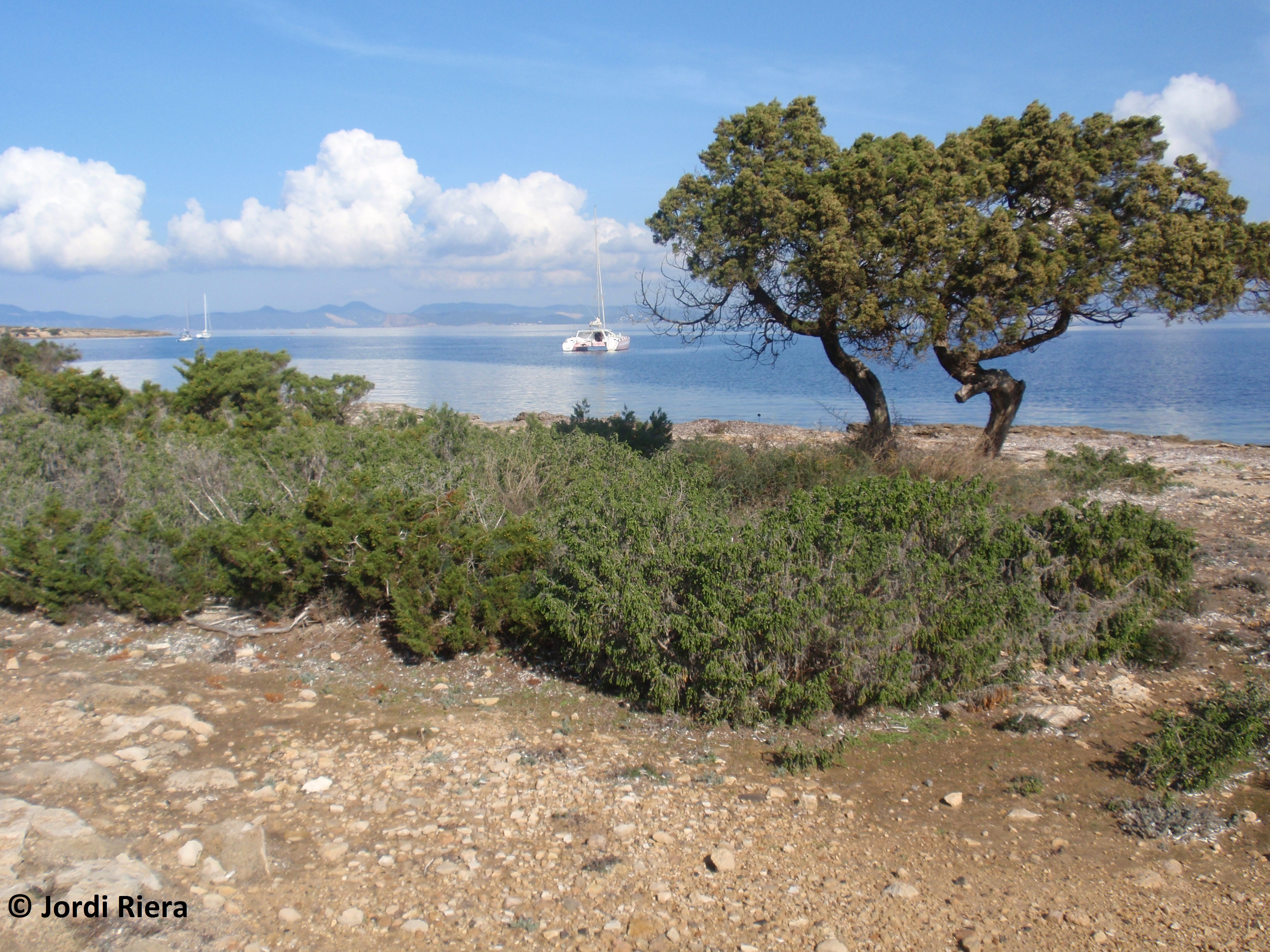
Es Caló de s'Oli

Així i tot el que més caracteritza l'orografia de Porto-salè és l'Estany des Peix. La seua importància econòmica ja està reflectida en diversos documents medievals i ha estat present en bona part dels habitants d'aquesta regió formenterera. A l'Estany des Peix la població de Portossalè hi ha interaccionat durant els segles per obtenir recursos materials molt més enllà de la pesca: com fusta, arena o pedra. Pel que fa a la vegetació als usos del sòl, la vénda de Portossalè presenta les mateixes tipologies que la resta de Formentera. L'únic nucli urbà que toca amb la vénda és la Savina. A la riba sud de l'Estany des Peix i les terres més pròximes a la carretera de Portossalè són els sòls més urbanitzats de la vénda. Les majors superfícies de savinars i pinars es troben al nord de Cala Saona i a la finca de can Marroig.